# Departement van de Dommel

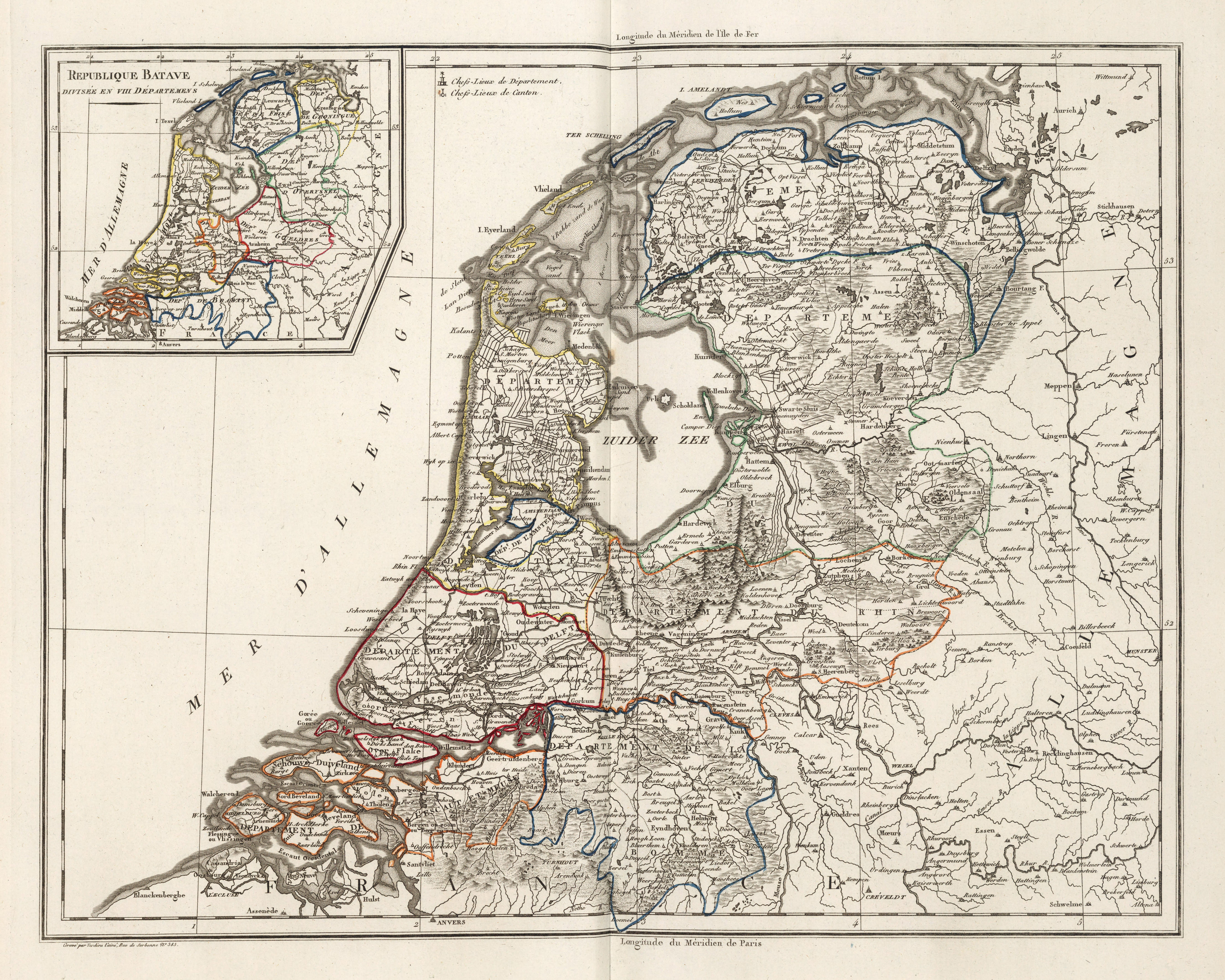
Bataafse Republiek en het Departement van de Dommel, 1804

Het departement van de Dommel bestond van 1798 tot 1801. De hoofdstad was 's-Hertogenbosch.
Het maakte deel uit van de Bataafse Republiek en omvatte delen van de voormalige gewesten Bataafs-Brabant zonder de Baronie van Breda, Gelderland ten zuiden van de Waal en een klein deel van Holland.
Na het aantreden van het Staatsbewind in 1801 werd het departement opgeheven en werden de oude namen en grenzen hersteld. Het grondgebied van het departement van de Dommel werd opgedeeld over de nieuw ingestelde departementen Bataafs-Brabant, Gelderland en Holland.